# سوشویه
سوشویه (به صربی: Suševlje) یک منطقهٔ مسکونی در صربستان است که در لسکواس واقع شده‌است. سوشویه ۲۲۸ نفر جمعیت دارد.